# 曼布维尔
曼布维尔（法語：Maimbeville，法語發音：[mɛ̃bvil]）是法国瓦兹省的一个市镇，属于克莱蒙区。

## 地理
曼布维尔（49°24'56"N, 2°31'15"E）面积5.75 平方千米，位于法国上法蘭西大區瓦兹省，该省份为法国北部内陆省份，北起索姆省，西接厄尔省和滨海塞纳省，南至塞纳-马恩省和瓦兹河谷省，东临埃纳省。
与曼布维尔接壤的市镇（或旧市镇、城区）包括：诺鲁瓦、卡特努瓦、埃皮讷斯、富约斯、努万泰勒、圣欧班苏塞尔克里。
曼布维尔的时区为UTC+01:00、UTC+02:00（夏令时）。

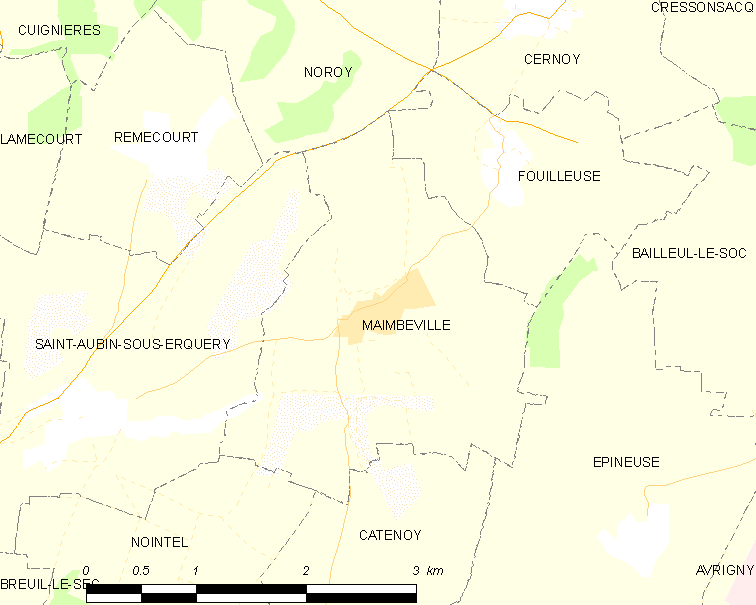
曼布维尔的OSM定位图

## 行政
曼布维尔的邮政编码为60600，INSEE市镇编码为60375。

## 政治
曼布维尔所属的省级选区为克莱蒙县 (法国)。

## 人口

1962-2008年间曼布维尔人口变化图示

曼布维尔于2022年1月1日时的人口数量为385人。